# Condado de Aybar
El condado de Aybar es un título nobiliario español creado por el rey Alfonso XIII en favor de Miguel González de Castejón y Elío, teniente coronel de Estado mayor, mediante real decreto del 12 de mayo de 1902 y despacho expedido el 9 de julio del mismo año.
Su denominación hace referencia al municipio de Aybar (actualmente llamado Aibar), en la Comunidad Foral de Navarra.

## Condes de Aybar
|                           | Titular                               | Periodo                   |
| Creación por Alfonso XIII | Creación por Alfonso XIII             | Creación por Alfonso XIII |
| ------------------------- | ------------------------------------- | ------------------------- |
| I                         | Miguel González de Castejón y Elío    | 1902-1939                 |
| II                        | Joaquín González de Castejón y Chacón | 1941-1967                 |
| III                       | Jaime González de Castejón y Aritio   | 1969-hoy                  |

## Historia de los condes de Aybar
- Miguel González de Castejón y Elío (Pamplona, 9 de septiembre de 1862-Madrid, 11 de diciembre de 1939), teniente coronel del cuerpo de Estado Mayor desde el 12 de marzo de 1900, ayudante secretario del rey (1902-1917), intendente de la Real Casa y Patrimonio desde 1917, coronel de Estado Mayor desde 1918, gentilhombre de cámara, Cruz de caballero de la Orden de Carlos III (1904) y la Encomienda con Placa de la Orden de Isabel la Católica (1907), Cruz blanca del Mérito Militar y del Mérito Naval, y la Placa de la Orden de San Fernando (1913).[3]

Casó el 12 de abril de 1893, en Madrid, con Joaquina Chacón y Silva, hija de Francisco Chacón y Calvo de la Puerta y su esposa María Ignacia Núñez del Castillo y Montalvo, II condesa de Campo Alegre. El 16 de marzo de 1956 le sucedió su hijo:
- Joaquín González de Castejón y Chacón (Madrid, 21 de marzo de 1894-3 de diciembre de 1967), II conde de Aybar, caballero de la Real Maestranza de Caballería de Sevilla en 1928, gentilhombre de cámara de Alfonso XIII, intendente general de los condes de Barcelona.[6]

Casó el 4 de septiembre de 1933, en Biarritz (Francia), con María Jesús de Aritio y Morales. El 10 de diciembre de 1969, previa orden del 30 de abril del mismo año para que se expida la correspondiente carta de sucesión (BOE del 16 de junio), le sucedió su hijo:
- Jaime González de Castejón y Aritio, III conde de Aybar.[5][6]

Casó con Mercedes Parages y Vinardel, con sucesión.